# Třída Mihail Kogălniceanu
Třída Mihail Kogălniceanu je třída říčních monitorů rumunského námořnictva. Celkem byly postaveny tři jednotky této třídy. Všechny jsou v aktivní službě.

## Stavba
Celkem byly postaveny tři jednotky této třídy. Postavila je rumunská loděnice Şantierul Naval Drobeta-Turnu Severin v Drobeta-Turnu Severin.
Jednotky třídy Mihail Kogălniceanu:
| Jméno                    | Vstup do služby    | Status  |
| ------------------------ | ------------------ | ------- |
| Mihail Kogălniceanu (45) | 19. prosince 1993  | aktivní |
| Ion C. Brătianu (46)     | 28. prosince 1994  | aktivní |
| Lascăr Catargiu (47)     | 22. listopadu 1996 | aktivní |

## Konstrukce

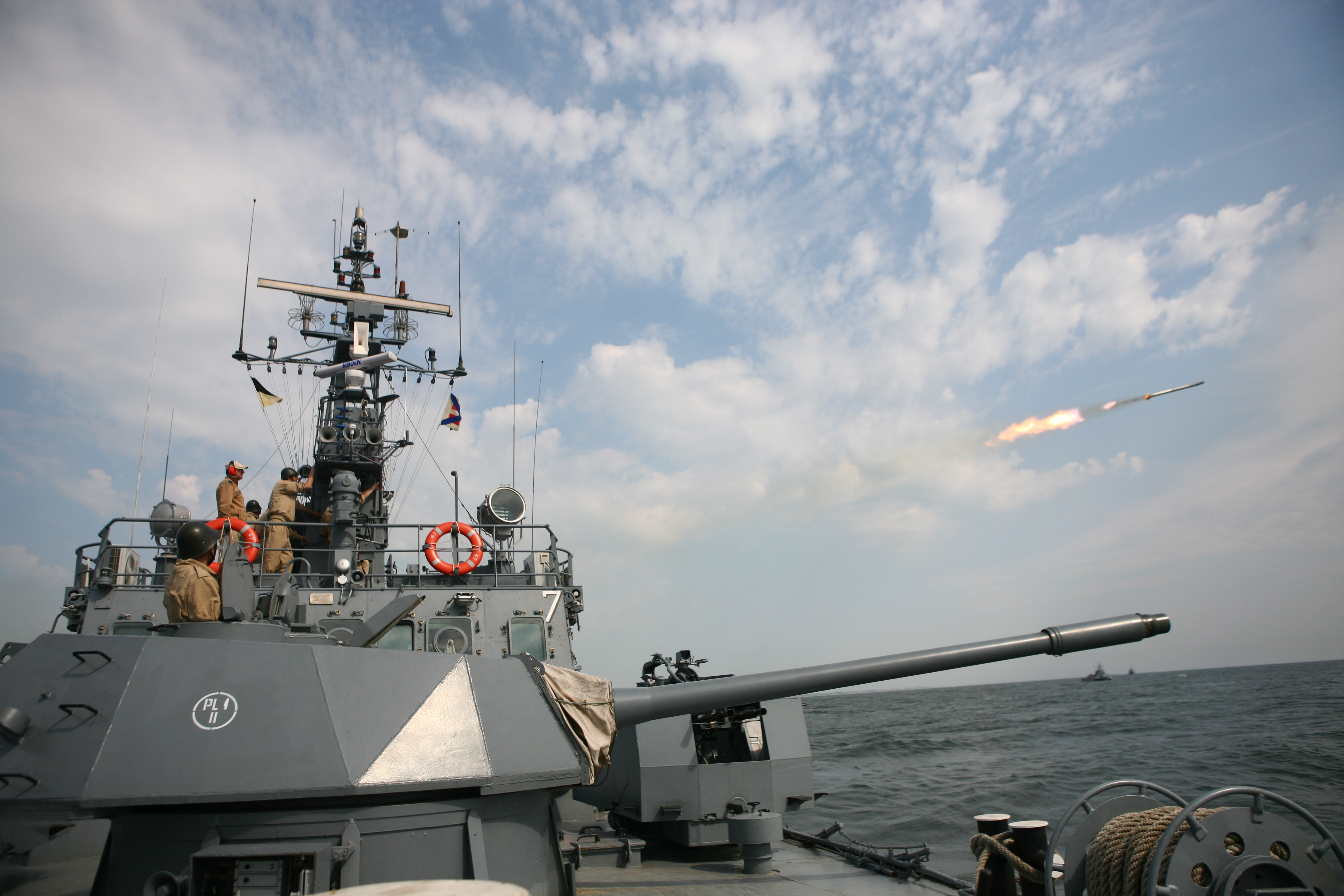
Střelba z monitoru

Hlavní výzbroj monitorů tvoří dvě dělové věže, každá s jedním tankovým 100mm kanónem D-10TG, na přídi a na zádi. Doplňují je dva 30mm dvoukanóny na plošině za můstkem a dva 14,5mm čtyřkulomety ZPU-4 na levoboku a pravoboku na přídi. Monitory dále nesou dvě 40hlavňová odpalovací zařízení pro protizemní 122mm neřízené střely APRN-122, která jsou běžně zasunuta v nástavbě, a dva přenosné protiletadlové raketové komplety Strela-2M. Pohonný systém tvoří dva diesely, každý o výkonu 2200 hp, pohánějící dva lodní šrouby. Nejvyšší rychlost dosahuje 17 uzlů. Dosah je 540 námořních mil a autonomie provozu je 7 dní.